# عودة الأبدية (إلياد)

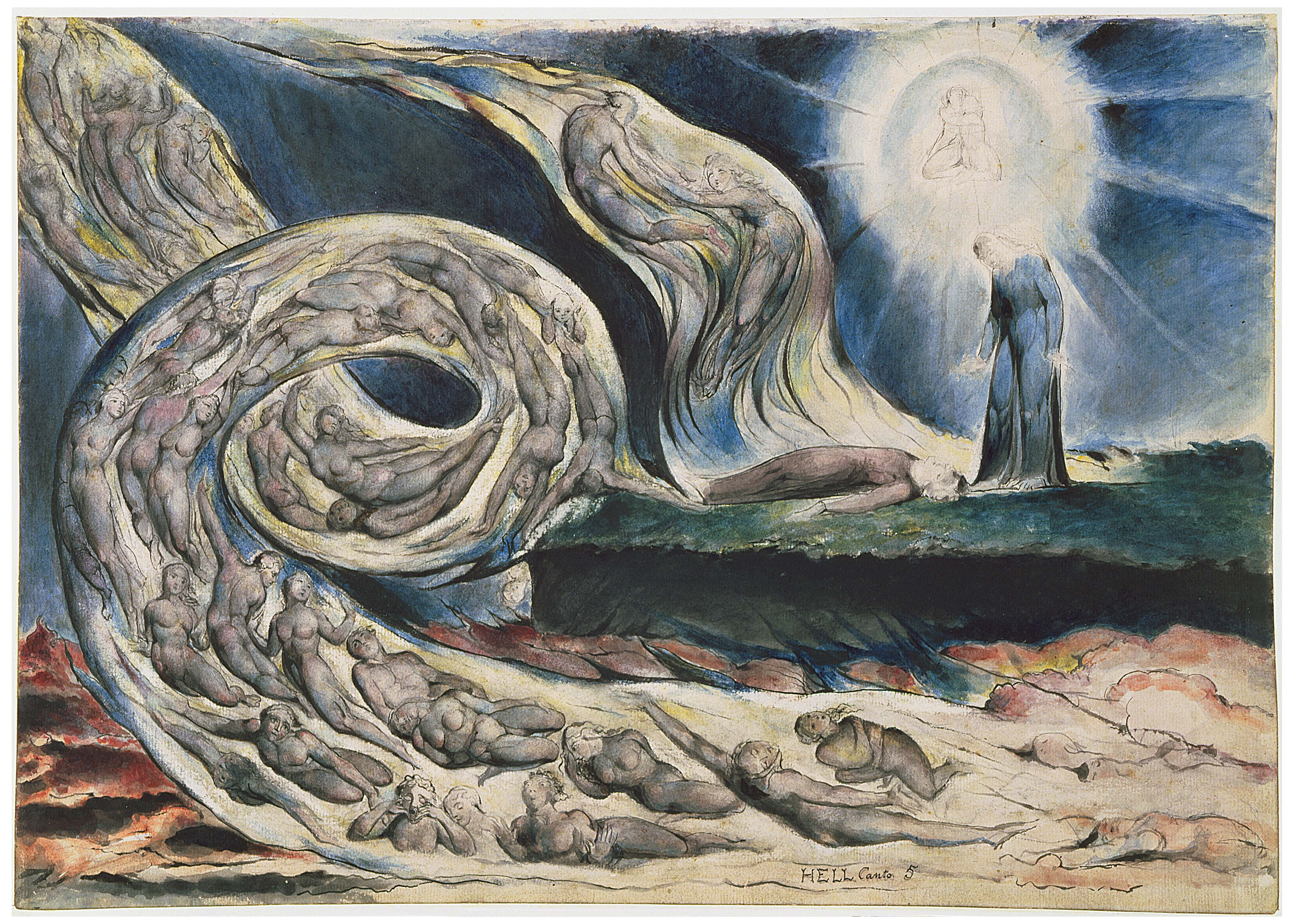

عودة الأبدية هي فكرة لتفسير السلوك الديني الذي اقترحه المؤرخ ميرسيا إلياد. إنه اعتقاد تم التعبير عنه من خلال السلوك (ضمنيًا في بعض الأحيان، ولكن بشكل صريح في كثير من الأحيان)- بأن الشخص قادر على أن يصبح معاصرًا أو يعود إلى «العصر الأسطوري» - في الوقت الذي وقعت فيه الأحداث الموصوفة في الأساطير. ويجب تمييزه عن المفهوم الفلسفي للعودة الأبدية.

## مقدس ومدنس
وفقًا لـ الياد، جميع التعاريف التي تم التخلي عنها حتى الآن للظاهرة الدينية لها شيء واحد مشترك: أن لكل منها طريقتها الخاصة لإظهار أن الحياة المقدسة والدينية هي عكس الحياة الدنيوية والعلمانية.
تم بالفعل صياغة هذا المفهوم على نطاق واسع من قبل عالم الاجتماع الفرنسي إميل دوركهايم في عام 1912، [تخليق غير لائق؟] قدم علماء مثل جاك جودي دليلًا على أنه قد لا يكون عالميًا.
هذا التمييز الحاد بين المقدس والمذنب هو نظرية المعتمدة لـ الياد. وفقًا لإيلياد، يميز الإنسان التقليدي مستويين من الوجود: (1) المقدس، و (2) العالم البائس. (هنا يمكن أن يكون "الأقداس" هو الله أو الآلهة أو الأسلاف الأسطوريين أو أي كائنات أخرى أنشأوا بنية العالم). بالنسبة للإنسان التقليدي، تكتسب الأشياء "واقعها وهويتها، فقط إلى حد مشاركتها في واقع متعالٍ" ". شيء ما في عالمنا هو "حقيقي" فقط إلى الحد الذي يتوافق مع المقدس أو الأنماط التي أنشأها المقدس.
وبالتالي، هناك مساحة تدنيس، وهناك مساحة مقدسة. الفضاء المقدس هو الفضاء الذي يتجلى فيه المقدس؛ على عكس الفضاء الدنس، فإن الفضاء المقدس لديه شعور بالاتجاه:
في الامتداد المتجانس واللانهائي، حيث لا توجد نقطة مرجعية ممكنة، وبالتالي لم يتم تحديد اتجاه، يكشف التسلسل الهيروفاني [ظهور المقدس] عن نقطة ثابتة مطلقة، مركز.
عندما يتقاطع المقدس مع عالمنا، يظهر في شكل نماذج مثالية (مثل تصرفات ووصايا الآلهة أو الأبطال الأسطوريين). كل الأشياء تصبح حقيقية «حقيقية» من خلال تقليد هذه النماذج. يدعي إلياد: «بالنسبة للرجل العتيق، فإن الواقع هو وظيفة تقليد النموذج البدائي السماوي.» اعتقد الزورفانيون أن كل شيء على الأرض يتوافق مع نظيره السماوي المقدس: بالنسبة للسماء المادية، هناك سماء مقدسة؛ للأرض المادية، هناك الأرض المقدسة؛ الإجراءات الفاضلة عن طريق مطابقة لنمط مقدس. هذه بعض الأمثلة الأخرى التي يقدمها الياد:
وفقًا لمعتقدات بلاد ما بين النهرين، لدى دجلة نموذجها في النجم أنونيت والفرات في نجم السنونو. يروي النص السومري «مكان إنشاء الآلهة»، حيث يمكن العثور على «ألوهية القطعان والحبوب». بالنسبة لشعوب الأورال - التايك، تتمتع الجبال، بنفس الطريقة، بنموذج مثالي في السماء. في مصر، تم تسمية الأماكن والأسماء باسم «الحقول» السماوية: أولاً، كانت الحقول السماوية معروفة، ثم تم تحديدها في الجغرافيا الأرضية. علاوة على ذلك، هناك وقت مهين، وهناك وقت مقدس. وفقًا لـ الياد، تصف الأساطير وقتًا يختلف اختلافًا جوهريًا عن الوقت التاريخي (ما قد يعتبره الإنسان الحديث وقتًا «عاديًا»). «باختصار»، كما يقول إلياد، «تصف الأساطير... اختراقات المقدس (أو» الخارق «) في العالم». العصر الأسطوري هو الوقت الذي دخل فيه المقدس إلى عالمنا، وأعطاه الشكل والمعنى: «إن مظهر من مظاهر مقدس يؤسس العالم جغرافيا». وهكذا، فإن العصر الأسطوري هو وقت مقدس، وهي المرة الوحيدة التي لها قيمة بالنسبة للإنسان التقليدي.

## الأصل كنوع من القوة
وفقًا لـ الياد، في النظرة القديمة إلى العالم، تكمن قوة شيء ما في أصله، بحيث «معرفة أصل كائن ما، حيوان، نبات، وما إلى ذلك تعادل الحصول على قوة سحرية عليها». طريقة إنشاء شيء ما تحدد طبيعة ذلك الشيء، النمط الذي يجب أن يتوافق معه. من خلال السيطرة على أصل الشيء، يمكن للمرء أيضًا التحكم في الشيء نفسه.
```
وخلص إلياد إلى أنه إذا كان الأصل والسلطة متماثلين، «فهو أول مظهر لشيء مهم وصحيح». تجلى المقدس أولاً في أحداث العصر الأسطوري. وبالتالي، يرى الإنسان التقليدي أن العصر الأسطوري هو أساس القيمة.
```

## الوقت المقدس
تشير نظرية إلياد إلى أنه نظرًا لأن قوة شيء ما تكمن في أصله، فإن قوة العالم بأسره تكمن في الكون. إذا كان المقدس قد أسس جميع الأنماط الصحيحة في البداية، خلال الوقت المسجل في الأسطورة، فإن العصر الأسطوري هو وقت مقدس، وهو الوقت الوحيد الذي يحتوي على أي قيمة. حياة الإنسان لها قيمة فقط لدرجة أنها تتوافق مع أنماط العصر الأسطوري.
يفترض أن ديانة السكان الأصليين الأستراليين تحتوي على العديد من الأمثلة على التبجيل المدفوع للعصر الأسطوري. قبل فجر اليوم الأول مباشرة، خرج الأخوان باجاديمبيري من الأرض على شكل دينغو، ثم تحولوا إلى عمالقة بشريين لمست رؤوسهم السماء. قبل وصول باجاد، لم يكن هناك شيء موجود. ولكن عندما تشرق الشمس، وبدأ الأخوان في تسمية الأشياء، «بدأت النباتات والحيوانات في الوجود». التقى الأخوان بمجموعة من الناس ونظموهم في مجتمع متحضر. لا يزال أهل هذه القبيلة - كارادجيري في أستراليا - يقلدون الأخوين بطرق عديدة:
توقف واحد من باجاد للتبول [...] وهذا هو السبب في توقف كارد الأسترالي واتخاذ وضع خاص من أجل التبول. [...] توقف الأخوة وأكلوا حبة خام معينة؛ لكنهم انطلقوا على الفور في الضحك، لأنهم كانوا يعلمون أنه لا ينبغي لأحد أن يأكله هكذا [...] ومنذ ذلك الحين يقلدهم الرجال كلما طهوا هذه الحبوب. ألقى باجاد بدائية (نوع من الهراوة الكبيرة) على حيوان وقتلوه - وهذه هي الطريقة التي فعلها الرجال منذ ذلك الحين. تصف الكثير من الأساطير الطريقة التي أسس بها الأخوان باجاديمبيري جميع عادات كارادجيري، وحتى سلوكهم.
كان العصر الأسطوري هو الوقت الذي ظهر فيه الحرام ورسخ الواقع. بالنسبة للرجل التقليدي، يجادل إلياد، (1) فقط المظهر الأول لشيء له قيمة؛ (2) فقط المقدس له قيمة؛ وبالتالي، (3) فقط أول ظهور للقدس له قيمة. لأن المقدس قد ظهر لأول مرة في العصر الأسطوري، فقط العصر الأسطوري له قيمة. وفقًا لفرضية إيلياد، «كان الإنسان البدائي مهتمًا فقط بالبدايات ... بالنسبة له لم يهم سوى ما حدث لنفسه، أو للآخرين مثله، في أوقات بعيدة أو أقل». وبالتالي، تعبر المجتمعات التقليدية عن «الحنين للأصول»، وهو التوق إلى العودة إلى العصر الأسطوري. بالنسبة للإنسان التقليدي، فإن الحياة لها قيمة فقط في الوقت المقدس.

## الخرافات والطقوس والغرض منها
أوضح إلياد أيضًا كيف يمكن للإنسان التقليدي أن يجد قيمة لحياته (في رؤية حيث لا يمكن أن يكون لجميع الأحداث التي تحدث بعد العصر الأسطوري قيمة أو حقيقة)؛ وأشار إلى أنه إذا كان جوهر الحرام يكمن فقط في ظهوره الأول، فإن أي مظهر لاحق يجب أن يكون في الواقع أول ظهور. وبالتالي، فإن تقليد حدث أسطوري هو في الواقع الحدث الأسطوري نفسه، يحدث مرة أخرى - الأساطير والطقوس تحمل واحدة إلى عصر الأسطورية:
«بتقليد الأفعال المثالية للإله أو البطل الأسطوري، أو ببساطة من خلال سرد مغامراتهم، فإن رجل المجتمع العتيق ينفصل عن الزمن البذيء ويعيد بطريقة سحرية العصر العظيم، الوقت المقدس.»  الأساطير والطقوس هي مركبات «عودة أبدية» إلى العصر الأسطوري. توحده حياة الأسطورة التقليدية المليئة بالطقوس باستمرار مع الوقت المقدس، مما يعطي قيمة وجوده. وكمثال على هذه الظاهرة، يستشهد إليادي بخدمات الكنيسة، والتي «يعود» إليها أتباع الكنيسة إلى الوقت المقدس للكتاب المقدس:
"تمامًا كما تشكل الكنيسة استراحة في الفضاء الدنيء لمدينة حديثة، [لذلك] الخدمة المحتفل بها داخل [الكنيسة] تمثل استراحة في المدة الزمنية الدنيئة. لم يعد الوقت التاريخي الحالي حاضرًا - الوقت الذي يمر به، على سبيل المثال، في الشوارع المجاورة - ولكن الوقت الذي حدث فيه الوجود التاريخي ليسوع المسيح، والوقت الذي يقدسه وعظه، وعاطفته وموته وقيامته.

## دورة الوقت
ينسب إلياد وجهة النظر «الدورية» المعروفة للوقت في الفكر القديم إلى العودة الأبدية. في العديد من الأديان، تربط دورة الطقوس أجزاء معينة من السنة بالأحداث الأسطورية، مما يجعل كل عام تكرارًا للعصر الأسطوري. على سبيل المثال، تنشط الشعوب الأصلية الأسترالية سنويًا أحداث «الأحلام»:
"تم إعادة إنشاء الحيوانات والنباتات التي تم إنشاؤها بشكل مؤقت من قبل الكائنات الخارقة. في كيمبرلي، تم إعادة رسم اللوحات الصخرية، التي يعتقد أن الأجداد قد رسموها، لإعادة تنشيط قوتهم الإبداعية، كما كان أولاً تجلى في العصور الأسطورية، في بداية العالم. في كل عام جديد، أعاد شعب بلاد ما بين النهرين إعادة إحياء، وهي أسطورة خليقة، حيث قتل الإله مردوخ، الوحش البدائي، ويخلق العالم من جسدها. لقد ربطوا ولادة السنة بالميلاد الأسطوري في العالم.
عن طريق إعادة الإنسان إلى العصر الأسطوري بشكل دوري، تحول هذه الدورات الليتورجية الوقت إلى دائرة. أولئك الذين يؤدون طقوس سنوية يعودون إلى نفس النقطة في الوقت المحدد كل 365 يومًا: «مع كل مهرجان دوري [الطقوس]، يجد المشاركون نفس الوقت المقدس - وهو نفس ما تجلى في مهرجان العام السابق أو في مهرجان قرن سابق.»
وفقًا لـ الياد، تعبر بعض المجتمعات التقليدية عن تجربتها الدورية للوقت من خلال مساواة العالم بالعام:
"في عدد من اللغات الهندية في أمريكا الشمالية، يستخدم مصطلح العالم (= كوزموس) أيضًا بمعنى السنة. يقول اليكتوش" لقد مر العالم، يعني "لقد مر عام". بالنسبة لـ يوكي، يتم التعبير عن السنة من خلال الكلمات الخاصة بالأرض أو العالم. [...] يُنظر إلى الكون على أنه وحدة حية ولدت وتطورت وتموت في اليوم الأخير من العام، لتكون تولد من جديد في يوم رأس السنة الجديدة. [...] في كل سنة جديدة، يبدأ الوقت من البداية. " طقوس السنة الجديدة تجدد البداية الأسطورية للكون. لذلك، حسب منطق العودة الأبدية، كل سنة جديدة هي بداية الكون. وهكذا، يتدفق الوقت في دائرة مغلقة، ويعود دائمًا إلى الوقت المقدس الذي يتم الاحتفال به خلال العام الجديد: مدة الكون بأكملها مقصورة على عام واحد، يعيد نفسه إلى أجل غير مسمى.
هذه الدورات الطقسية تفعل أكثر من إعطاء البشر شعوراً بالقيمة. لأن الإنسان التقليدي يعرّف الواقع بالقدس، فهو يعتقد أن العالم لا يمكن أن يدوم إلا إذا بقي في زمن مقدس. انه يحيا بشكل دوري الوقت المقدس من خلال الخرافات والطقوس من أجل الحفاظ على الكون في الوجود. في العديد من الثقافات، يبدو أن هذا الاعتقاد تمسك به عن وعي واضح. من وجهة نظر هذه المجتمعات، العالم
«يجب أن يتم التجديد بشكل دوري أو قد يهلك. إن الفكرة القائلة إن الكون مهدد بالانهيار إن لم يتم إعادة إنشائه سنويًا، فهو مصدر إلهام للمهرجان الرئيسي لقبائل كاروك في كاليفورنيا وكوبا وهوبا ويوروك. باللغات المعنية يُطلق عليه» إصلاح«أو» إصلاح«العالم، وبالإنجليزية،» رأس السنة الجديدة«. والغرض منه هو إعادة إنشاء أو تقوية الأرض للعام أو العامين التاليين.»

## الإبداع البشري
بالنسبة للبعض، فإن نظرية العودة الأبدية قد توحي بأن نظرة المجتمعات التقليدية راكدة وغير متخيلة تخشى تجربة أي شيء جديد. ومع ذلك، يقول إلياد أن العودة الأبدية لا تؤدي إلى «الجمود الثقافي الكلي». إذا كان الأمر كذلك، فلن تتغير المجتمعات التقليدية أو تتطور أبدًا، و «لا يعرف علم الأعراق وجود شعب واحد لم يتغير خلال الوقت». مجرد حقيقة أن المجتمعات التقليدية استعمرت أراضي جديدة واخترعت تقنيات جديدة تثبت أن العودة الأبدية لم تقمع إحساسهم بالمبادرة.
بعيدا عن قمع الإبداع، يجادل إلياد، فإن العودة الأبدية تعززه:
«لا يوجد سبب للتردد قبل الانطلاق في رحلة بحرية، لأن البطل الأسطوري قام بالفعل [بهذه الرحلة] في الوقت الرائع. كل ما هو مطلوب هو اتباع مثاله. وبالمثل، لا يوجد سبب للخوف تسوية منطقة برية غير معروفة، لأن المرء يعرف ما يجب فعله، على المرء فقط أن يكرر الطقوس الكونية، حيث تتحول المنطقة غير المعروفة (=» الفوضى«) إلى» كوزموس". "
وفقًا لـ الياد، يتمتع الإنسان التقليدي بإمكانيات إبداعية لا نهاية لها لأن «إمكانيات تطبيق النموذج الأسطوري لا حصر لها».

## إرهاب التاريخ
وفقًا لإيلياد، فإن هذا التوق إلى البقاء في العصر الأسطوري يؤدي إلى «إرهاب التاريخ». رجل تقليدي يرغب في الهروب من المسيرة الخطية للأحداث، خالية من أي قيمة أو قدسية متأصلة. في الفصل 4 من أسطورة العودة الأبدية (بعنوان «إرهاب التاريخ») وفي ملحق الأساطير والأحلام والغموض، يقترح إليادي أن التخلي عن الفكر الأسطوري والقبول الكامل للوقت الخطي والتاريخي، مع «الإرهاب»، هو أحد أسباب قلق الإنسان الحديث. المجتمعات التقليدية تنجو من هذا القلق إلى حد ما، لأنها ترفض الاعتراف الكامل بالوقت التاريخي. يصف إلياد الفرق بين ردود فعل الإنسان القديم والحديث على التاريخ، وكذلك عجز الإنسان الحديث قبل إرهاب التاريخ، على النحو التالي:
"في عصرنا هذا، عندما لم يعد الضغط التاريخي يسمح بأي هروب، كيف يمكن للإنسان أن يتسامح مع كوارث وأهوال التاريخ - من عمليات الترحيل الجماعي والمذابح إلى القصف الذري - إذا لم يكن بإمكانه أن يلمح أي علامة أو معنى عبر التاريخ ؛ فقط اللعب الأعمى للقوى الاقتصادية أو الاجتماعية أو السياسية، أو الأسوأ من ذلك فقط نتيجة "الحريات" التي تأخذها أقلية وتمارسها مباشرة على مسرح التاريخ العالمي؟
«نعرف كيف استطاعت الإنسانية في الماضي تحمل المعاناة التي عدّدناها: لقد اعتبروا عقابًا أوقعه الله ومتلازمة تدهور» العمر «وما إلى ذلك. وكان ذلك ممكنًا. لقبولهم على وجه التحديد لأن لديهم معنى ما وراء التاريخ [...] كل حرب تدربت على الصراع بين الخير والشر، تم تحديد كل ظلم اجتماعي جديد مع معاناة المنقذ (أو، على سبيل المثال، في عالم ما قبل المسيحية، مع شغف رسول إلهي أو إله نباتي، كرر كل مجزرة جديدة النهاية المجيدة للشهداء. [...] بفضل هذا المنظر، تمكن عشرات الملايين من الرجال، لقرن بعد قرن، من تحمل عظيم ضغوط تاريخية دون اليأس، دون الانتحار أو الوقوع في هذا القحط الروحي الذي يجلب معه دائما نظرة النسبية أو العدمية للتاريخ»

## رعب من عودة الأبدية
بشكل عام، وفقًا لإيليا، يرى الإنسان التقليدي أن العودة الأبدية شيء إيجابي، بل ضروري. ومع ذلك، في بعض الأديان، مثل البوذية وأشكال معينة من الهندوسية، تصبح النظرة الدورية للوقت مصدرًا للإرهاب:
«في بعض المجتمعات شديدة التطور، يفصل النخبة الفكرية تدريجيًا عن أنماط الدين التقليدي. يثبت إعادة التصنيف الدوري للوقت الكوني عديم الجدوى وبدون أي معنى. [...] لكن التكرار المفرغ من محتواه الديني يؤدي بالضرورة إلى تشاؤم رؤية للوجود: عندما لم تعد وسيلة لإعادة دمج الوضع البدائي [...]، أي عندما تتم إزالة اللامركزية، يصبح الوقت الدوري مرعبًا ؛ ويُنظر إليه على أنه دائرة تدور حول نفسها إلى الأبد، وتكرر نفسها إلى ما لا نهاية.»
عندما يصبح العالم محرومًا، تصبح النظرة الدورية التقليدية للوقت راسخة بشدة بحيث لا تتلاشى. يبقى على قيد الحياة، ولكن بشكل مدنس (مثل أسطورة التناسخ). لم يعد الوقت ثابتًا، كما هو الحال مع كارادجيري، الذي يقلد كل فعل تقريبًا نموذجًا أسطوريًا، مما يبقي العالم دائمًا في العصر الأسطوري. كما أن الوقت ليس دوريًا ولكن مقدسًا، كما هو الحال بالنسبة لسكان بلاد ما بين النهرين القدامى الذين أعاد تقويمهم الشعائري العالم إلى العصر الأسطوري بشكل دوري. بدلاً من ذلك، بالنسبة لبعض الديانات الدرامية، «تم تجانس الوقت مع الوهم الكوني (مايا)».
بالنسبة لمعظم الإنسانية التقليدية، فإن التاريخ الخطي مدنس، وتكمن القداسة في زمن دوري. ولكن في البوذية واليانية وبعض أشكال الهندوسية، أصبح الوقت الدوري حتى مهين. لا يمكن العثور على المقدس في العصر الأسطوري. إنه موجود خارج كل الأعمار. وهكذا، فإن تحقيق الإنسان لا يكمن في العودة إلى وقت مقدس، ولكن في الهروب من الزمن تمامًا، في «تجاوز الكون». في هذه الديانات، تكون «العودة الأبدية» أشبه بالعودة الأبدية في معظم المجتمعات التقليدية (التي يكون للوقت بداية موضوعية، والتي يجب على المرء أن يعود إليها) وأشبه بالمفهوم الفلسفي للعودة الأبدية - دورة كونية لا نهاية لها، بلا بداية، وبالتالي، لا وقت مقدس بطبيعته.

## النقد العلمي
على الرغم من التأثير الكبير في الدراسات الدينية، إلا أن الأفكار الكامنة وراء فرضية إليايد حول العودة الأبدية مقبولة بشكل أقل في الأنثروبولوجيا وعلم الاجتماع. وفقًا للكاتب الكلاسيكي كيرك، يرجع السبب في ذلك إلى أن الياد يفوق تطبيق أفكاره: على سبيل المثال، يدعي اليادأن الأسطورة الحديثة لـ «الوحشية النبيلة» ناتجة عن الميل الديني إلى جعل العصر البدائي الأسطوري مثاليًا. [27] يدعي كيرك أن عدم شعبية إلياد النسبية بين علماء الأنثروبولوجيا وعلماء الاجتماع ناجمين أيضًا عن افتراض إلياد - وهو أمر ضروري للاعتقاد بالعودة الأبدية كما يصوغه إلياد - أن الثقافات البدائية والاثارية كانت لها مفاهيم مثل «الوجود» و «الحقيقي»، على الرغم من أنها تفتقر إلى كلمات منهم.
يعتقد كيرك أن نظرية إلياد في العودة الأبدية تنطبق على بعض الثقافات. على وجه التحديد، يوافق على أن السكان الأصليين الأستراليين استخدموا الخرافات والطقوس «لإحضار وقت الأحلام» (العصر الأسطوري الأسترالي) «إلى الحاضر بنتائج قوية ومثمرة». ومع ذلك، يجادل كيرك، فإن إليايد يأخذ هذه الظاهرة الأسترالية ويطبقها على الثقافات الأخرى دون ضمير. باختصار، يرى كيرك أن نظرية إلياد في العودة الأبدية هي تعميم لمفهوم دريم تايم الأسترالي.
كمثالين عكسيين للعودة الأبدية، يستشهد كيرك بأساطير الأمريكيين الأصليين الأساطيراليونانية. عودة الأبدية هي الحنين إلى الماضي: من خلال سرد وإعادة تنشيط الأحداث الأسطورية، يهدف السكان الأصليون الأستراليون إلى استحضار واستعادة وقت الأحلام. ومع ذلك، يعتقد كيرك أن أساطير الأمريكيين الأصليين «ليست مثيرة للقلق أو بالحنين إلى الماضي، ولكنها تميل إلى أن تكون مفصلة وعملية للغاية». في العديد من الأساطير الأمريكية الأصلية، كانت الحيوانات تتصرف مثل البشر، خلال العصر الأسطوري ؛ لكنهم لم يعودوا بعد الآن: الانقسام بين الحيوانات والرجل أصبح الآن ثابتًا، ووفقًا لكيرك، «هذا في حد ذاته يقلل من فعالية سرد الأساطير كإعادة تكوين» للعصر الأسطوري. أما بالنسبة للأساطير اليونانية، فالكثير منها يقع خارج أي عصر مقدس للأصول: وهذا يتحدى ادعاء إليايد بأن جميع الخرافات تقريبًا تدور حول الأصول، وأن الناس يروون ويعيدون الأساطير للعودة إلى زمن الأصول. (لاحظ أن المصارع الكلاسيكي كيرك يستخدم تعريفا أوسع بكثير من «الأساطير» مقارنة بالعديد من الفلكلوريين المحترفين. وفقًا للتعريف الكلاسيكي الذي يستخدمه الفولكلوريون، فإن العديد من القصص اليونانية المعروفة تقليديًا باسم «الأساطير» ليست أساطير، وذلك لأنها تقع خارج عصر مقدس أصول.
حتى ويندي دونيغر، باحث في الدراسات الدينية وخليفة إلياد في جامعة شيكاغو، يدعي (في مقدمة لشامانية إلياد) أن العودة الأبدية لا تنطبق على جميع الخرافات والطقوس، على الرغم من أنها قد تنطبق على الكثير منها.